# Coiffy-le-Haut
Pour l’article homonyme, voir Coiffy-le-Bas.
Coiffy-le-Haut est une commune française située dans le département de la Haute-Marne, en région Grand Est.
Ancienne place forte du domaine royal français, cette commune viticole dépend de la région naturelle d'Apance-Amance, à l'extrême sud-est de la région.
Le territoire de Coiffy bénéficie d'un milieu naturel préservé, avec en particulier la plus vaste tourbière alcaline du département de la Haute-Marne et une prairie gérée par le Conservatoire du patrimoine naturel de Champagne-Ardenne.
L'histoire humaine de Coiffy-le-Haut se confond avec celle plus ancienne de Coiffy-le-Bas.

## Géographie

### Localisation

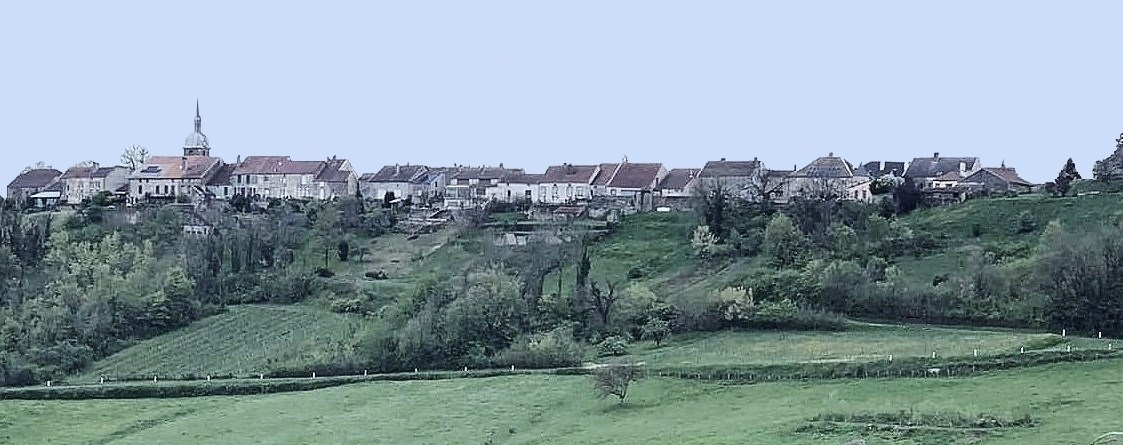
Vue générale.

La commune de Coiffy-le-Haut dépend du canton de Bourbonne-les-Bains, station hydrothermale attestée dès la Gaule-préromaine dont elle jouxte le sud-ouest. Ce canton, le plus oriental de la région Champagne-Ardenne, relève de l'arrondissement de Langres constituant la partie méridionale du département de la Haute-Marne.

### Communes limitrophes
Les communes limitrophes sont Montcharvot, Bourbonne-les-Bains, Chézeaux et Coiffy-le-Bas.

### Géologie et relief
Le territoire de Coiffy est établi à la marge occidentale d'un plateau fortement disséqué situé entre le bassin de l'Apance au nord et celui de l'Amance au sud. La Meuse prend sa source sur le versant nord de ce plateau très boisé avec notamment le massif forestier de Vicq-Laneuvelle-Damrémont au nord et celui de Voisey-Anrosey-Chézeaux au sud.
Le village de Coiffy-le-Haut s'aligne sur un éperon s'engageant vers le sud-ouest entre deux vallons, en tête de la vallée de la Maljoie adjacente à celle de la Petite-Amance. D'une dénivelée d'une centaine de mètres à forte déclivité, il domine vers le nord-ouest le val du Dessus-des-prés avec les villages de Coiffy-le-Bas à environ 2 km et Laneuvelle au-delà. En contrebas sont blottis les hameaux des Granges-du-Val dans le vallon de la Verne au sud et des Granges-Huguet dans celui des Gorgeottes à l'ouest. Ce second vallon, au-delà duquel s'élève la butte du Jeune-Chênoi, forme un ressaut d'une trentaine de mètres de dénivelée entre la vallée de la Maljoie et le val du Dessus-des-prés.

#### Géomorphologie

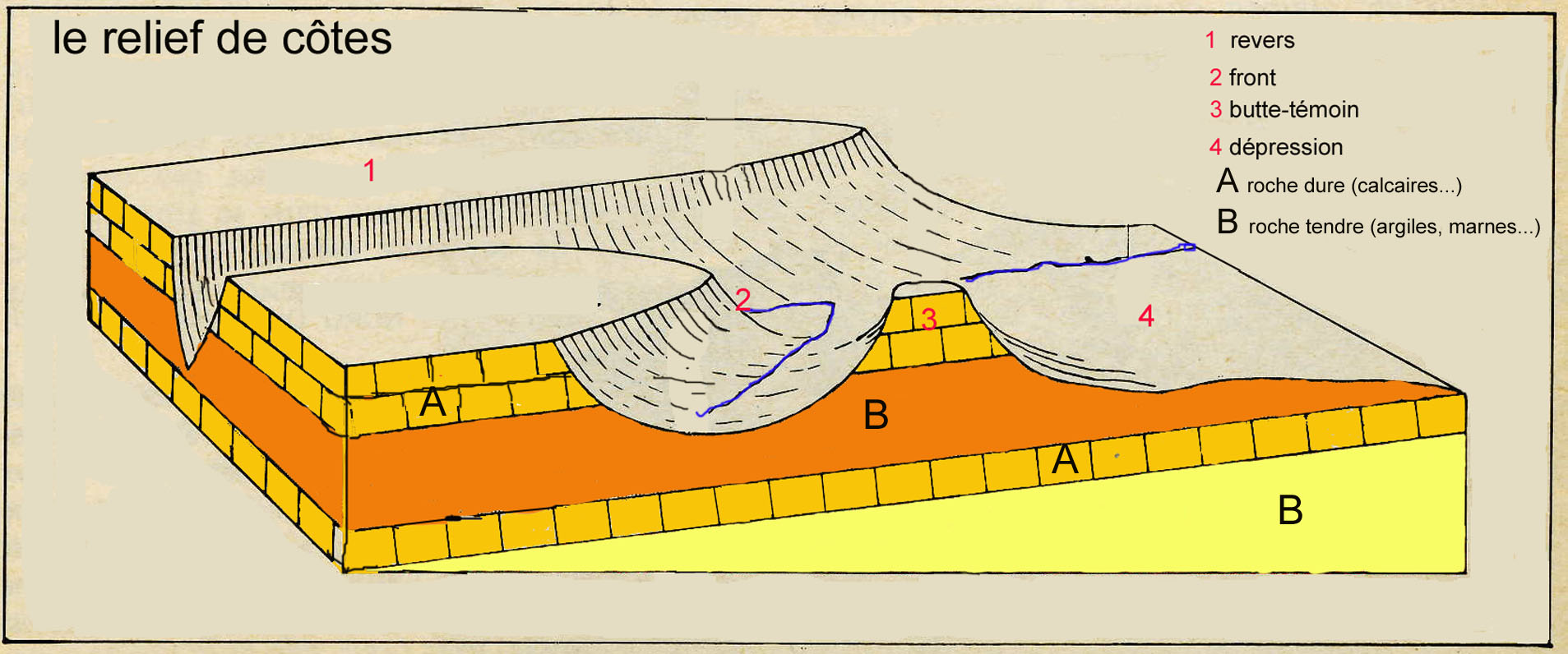
Relief de côtes.

La géomorphologie du territoire de Coiffy-le-Haut est représentative de celle de l'Apance-Amance. Elle procède de l'érosion hydraulique de ses formations sédimentaires lors des phases de réennoyage  du Bassin parisien. Ce processus est lié aux cycles de régressions et transgressions marines et lagunaires ayant affecté ce bassin depuis le début du Paléocène. Le relief de côtes correspondant résulte d'une érosion différentielle sur des affleurements de strates de différentes duretés. Il prend différents aspects dépendant du façonnement morpho-climatique des formations géologiques spécifiques.

#### Sous-sol
Comme l'ensemble du Seuil de Langres, la lithologie du sous-sol du territoire de Coiffy-le-Haut relève des processus d'épirogenèse et de sédimentation ayant concerné le sud-est du Bassin parisien[réf. nécessaire].
La strate supérieure du plateau de Coiffy-le-Haut et de la butte du Jeune-Chênoi est constituée de bancs de grès infraliasique du Rhétien-inférieur sur une trentaine de mètres d'épaisseur. Ce grès est composé de sable fin et siliceux lié par un ciment calcaire diffus peu accusé dans les bancs supérieurs et argilo-siliceux dans ceux de l'assise. De couleur blanche à jaune en surface et gris-bleu en profondeur, il est veiné d'oxyde de fer et piqueté de passées de marne schisteuse. Sa porosité permet la filtration et l'accumulation d'eau au contact d'une couche imperméable[réf. nécessaire].
Certains bancs de grès suffisamment cristallisés peuvent être exploités en pierre à bâtir, comme en témoigne l'ancienne carrière du val du Dessus-des-prés à environ 1 km au nord du village de Laneuvelle dont des moellons ont été notamment extraits au XIe siècle pour la construction de l'église de Bourbonne-les-Bains. Ce matériau a été largement utilisé dans les constructions anciennes locales pour le gros œuvre, le pavement des granges et étables, le dallage des cuisines ou encore dans la réalisation des trémies et margelles de puits, ainsi que dans celle des lavoirs.
La strate sommitale du Rhétien-inférieur résulte d'un processus de sédimentation marine engagé il y a un peu plus de 200 millions d'années, à la fin du Keuper (Trias-supérieur). Elle correspond au début du cinquième changement évolutif majeur de l'histoire évolutive du vivant. Ce changement est marqué par l'extinction de très nombreuses espèces au Rhétien-supérieur, juste avant le début du Jurassique, il y a environ 199 millions d'années. Les bancs de grès inférieurs de Coiffy contiennent une florule fossile témoignant de cet épisode : Equisetum arenaceum, Taeniopteris vittata et Taeniopteris tenuinervis (fougères)[réf. nécessaire].
À l'assise des bancs de grès se trouve une couche de marnes irisées du Keuper-supérieur (Alaunien et Sévatien, environ -223 à -220 millions d'années) d'une vingtaine de mètres d'épaisseur. La strate inférieure apparaissant à mi-hauteur des coteaux est formée de dolomie de Beaumont du Lacien (dolomite associée à de la calcite) dont l'épaisseur est de l'ordre de 5 mètres. Cette couche de dolomie recouvre une strate de marnes irisées du Keuper inférieur à moyen (Carnien et Lacien, environ -228 à -210 millions d'années), formant en continuité le sol profond des vallées. Les marnes irisées (ou argilites) sont un feuilletage de couches d'argiles ou de boues pétrifiées. Cette formation au grain fin, tendre et légèrement « graisseuse » au toucher, dont la couleur varie du rougeâtre au vert-gris en passant par le violacé, produit une huile après distillation[réf. nécessaire].
Sous la strate de marnes irisées du Carnien-Lacien apparait une couche de dolomie-marneuse du Ladinien (Trias-moyen supérieur) n'affleurant que dans les zones les plus basses des talwegs dégagées de leurs alluvions par l'érosion hydraulique.

#### Sols, eaux et formations végétales
Le sol superficiel de la surface sommitale du plateau aux abords du village de Coiffy-le-Haut est composé de limons faiblement siliceux mêlés d'humus peu difficiles à travailler. Cette zone arable d'environ 150 ha se partage entre champs et pâturages où quelques éoliennes captent la nappe d'eau à l'assise des bancs de grès. L'aquifère abondant a permis l'établissement du village sur son éperon, un château d'eau situé à son accès nord assurant l'approvisionnement de l'ensemble de la commune en eau faiblement minéralisée.
Excepté l'étendue agricole du plateau de Coiffy, les sols sablonneux des reliefs portent une couverture forestière dense et continue ponctuée de quelques mares, les « marchats ». L'origine de ces marchats (ou marchais) n'est pas établie bien qu'ils s'apparentent aux mardelles de Lorraine ou du Limousin. Le couvert forestier, essentiellement de type taillis sous futaie (peuplement arborescent en chênaie-charmaie-hêtraie), descend fréquemment jusqu'au pied des coteaux et s'étend parfois même au-delà. Quand le pâturage est actif et régulier, le bétail contient le développement arbustif des lisières forestières et ripisylves en stricte limite de clôture. Il broute également la base de la végétation arbustive, formant une échancrure dont la « bande d'ombre » souligne nettement les frondaisons dans le paysage.
Les substrats détritiques d'argiles marno-gréseuses des coteaux favorablement exposés sont propices à l'établissement de vignobles et vergers, ces derniers étant cantonnés sur quelques parcelles hautes au profit de la vigne. Les surfaces ouvertes des coteaux non complantées de vignobles sont valorisées par des pâturages et vergers pâturés entrecoupés de quelques champs mis en cultures fourragères, si la déclivité le permet. Les prairies en contrebas sont pâturées, les zones hydromorphes des talwegs étant pacagées et dévolues à la fauche. Le parcellaire très morcelé est essentiellement composé de petites étendues, particulièrement en coteaux. Quelques haies s'installent librement en limites de certaines parcelles à double clôture ou peu valorisées, ainsi qu'en bordure des chemins et sentiers vicinaux. Du fait de la déprise agricole, les parcelles hautes les moins praticables sont délaissées, devenant ainsi des friches arbustives tendant à augmenter la surface boisée.

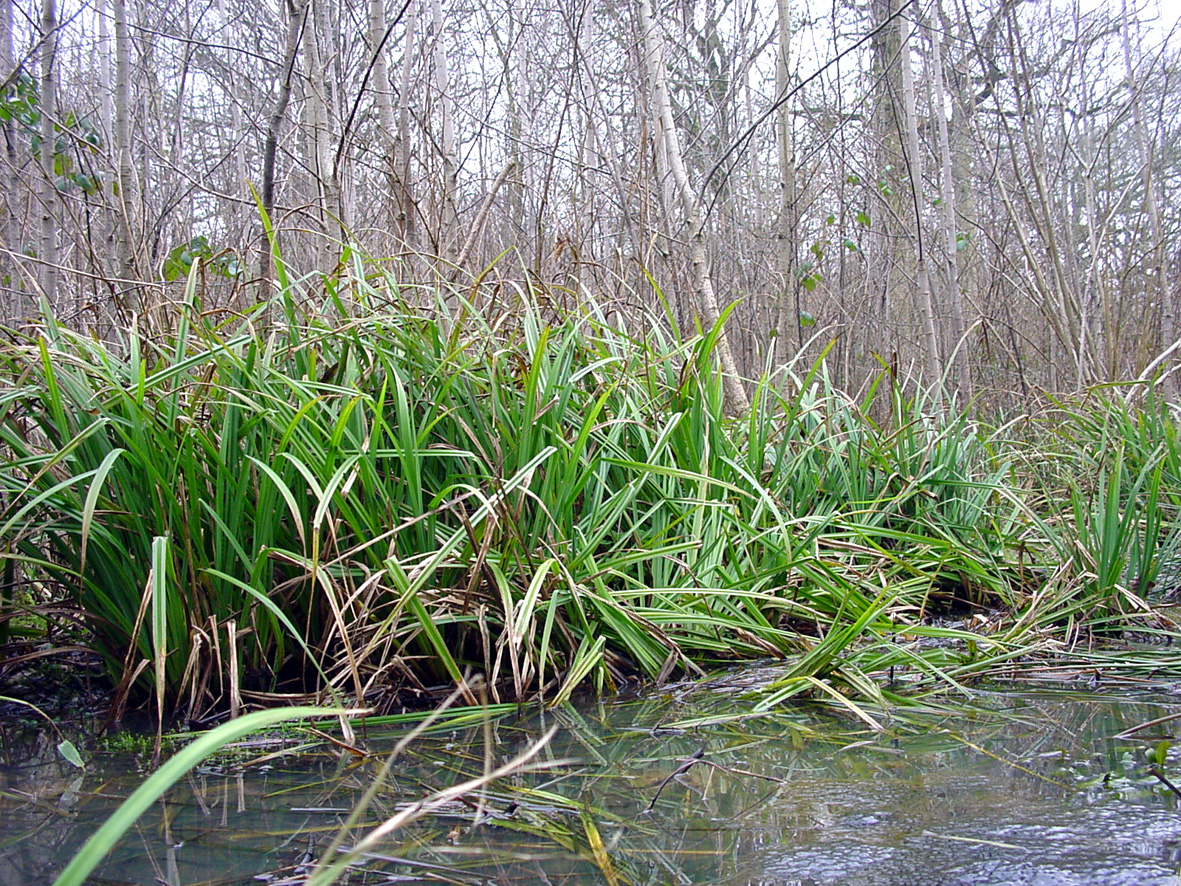
Cariçaie.

Aux flancs des coteaux, des sources météoriques au régime saisonnier s'épanchent en ruisselets se regroupant en ruisseaux sillonnant les fonds de vallées. Sur les quelques berges alluvionnaires se développe une ripisylve arbustive telle que celle ourlant le cours de la Maljoie. Les cuvettes argilo-marneuses et finement sableuses où affleurent de petits bancs de dolomie-marneuse sont des zones marécageuses, les « roises ». Certaines de ces roises et les noues régulièrement en eau sont occupées par une roselière ou une cariçaie, en mosaïque avec des boqueteaux d'aulnes et de frênes. En limite d'une dépression alluviale avec un pied de coteau boisé, les roises colonisées par une végétation herbacée vivace évoluent vers une mégaphorbiaie, micro-écotone entre prairie et forêt abritant une flore et une faune diversifiées. Si le pâturage aux abords de la mégaphorbiaie n'est pas régulier, une fruticée s'installe. Un tel processus favorisant l'extension forestière en vallée se manifeste notamment en lisière du bois de la Combe-Millot et du marais de la Coudre. Ce bas-marais et la prairie semi-primitive de cette partie de la vallée de la Maljoie constituent un riche lentique dont l'équilibre de la biocénose est précaire (voir chapitre suivant). Les eaux du territoire de Coiffy-le-Haut sont collectées par la Maljoie et le ruisseau des Prés-rougets, tous deux tributaires de la rive gauche de la Petite-Amance, principal affluent de l'Amance elle-même affluent de la rive droite de la Petite-Saône (dénomination de la Saône en amont de sa confluence avec le Doubs). La Maljoie est essentiellement alimentée par le ruisseau des Gorgeottes abondé par celui de la Verne, issus des vallons éponymes. D'une longueur d'environ 8 km, elle parcourt sa vallée avant d'emprunter celle de la Petite-Amance avec laquelle elle conflue après avoir longé son cours sur environ 3 km. Le ruisseau des Prés-Rougets est formé par celui du Dessus-des-Prés grossi d'une abondante source en aval de Coiffy-le-Bas. Il conflue avec la Petite-Amance dans un marais tuffeux entre la butte du Jeune-Chênoi et l'éperon de Varennes-sur-Amance. Cette zone humide, alimentée par des puits artésiens naturels, est la plus vaste tourbière alcaline du département (voir chapitre suivant). Un autre marais à tufs d'origine artésienne de superficie plus modeste, dit de Champigny-Chézeaux, s'intercale entre la Petite-Amance et la Maljoie à l'intersection de leurs vallées. Outre leur intérêt comme agents de régulation hydraulique et leur valeur en matière de biodiversité, ces zones humides sont de précieux bio-indicateurs de l'état du milieu naturel.

### Paysages
Au nord-ouest de la butte du Jeune-Chênoi s'étendent les pâturages du val des Prés-Rougets drainés par le ruisseau éponyme. Au sud-ouest, par delà le monticule de la Pierre-percée, la vallée de la Maljoie déroule de part et d'autre d'une belle ripisylve sa mosaïque de prairies. Cette étroite vallée, enserrée de coteaux forestiers, s'étire sur environ 4 km jusqu'au village de Chézeaux situé au pied occidental de la butte du Jeune-Chênoi où débouche la rivière Petite-Amance.

### Hydrographie
La commune est dans le bassin versant de la Saône au sein du bassin Rhône-Méditerranée-Corse. Elle est drainée par le ruisseau de Maljoie, le ruisseau de la Verne et le ruisseau des Gorgeottes.
Le ruisseau de Maljoie, d'une longueur de 10 km, prend sa source dans la commune  et se jette  dans la Petite-Amance à Arbigny-sous-Varennes, après avoir traversé cinq communes.

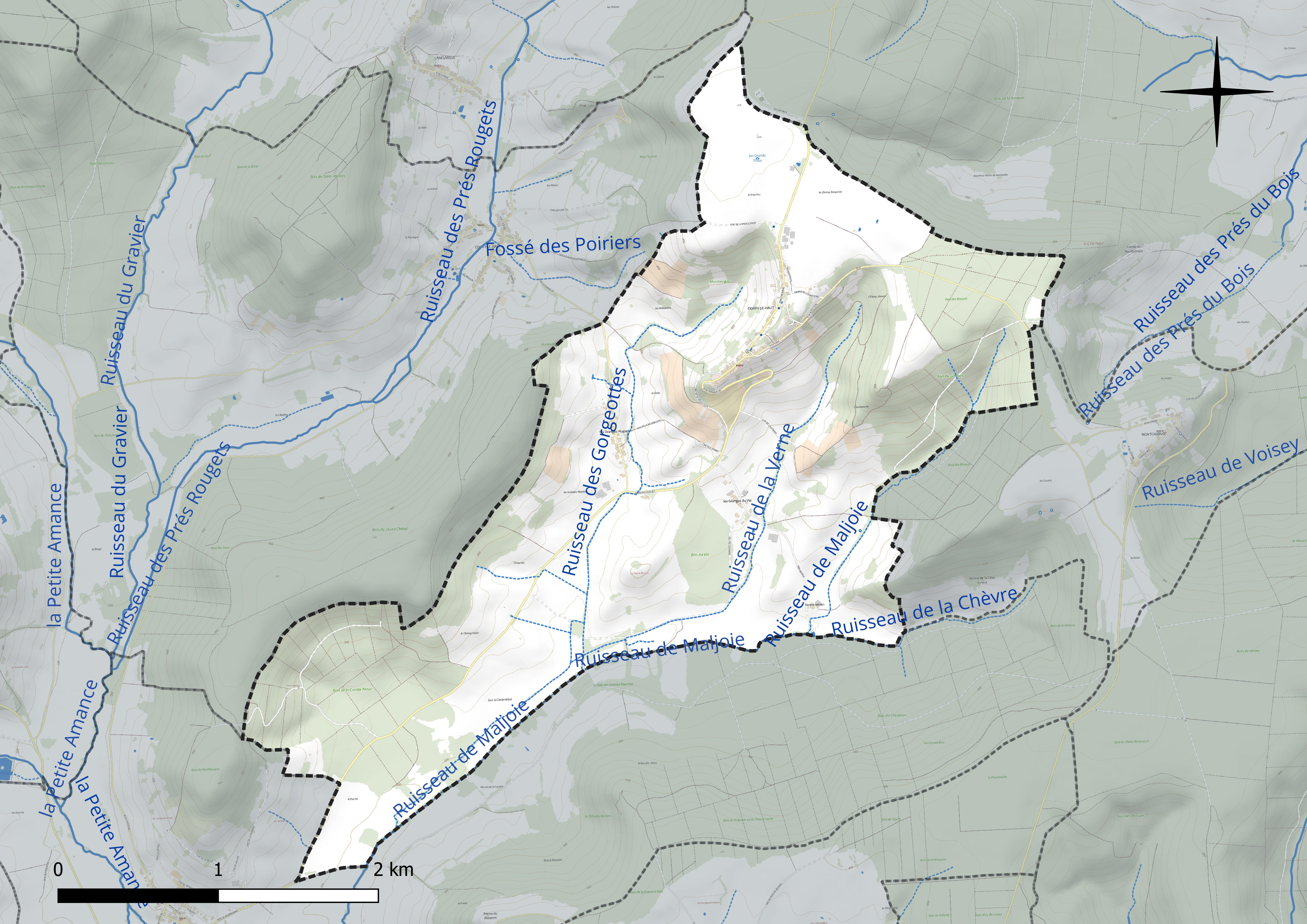
Réseau hydrographique de Coiffy-le-Haut.

### Climat
Pour des articles plus généraux, voir Climat du Grand Est et Climat de la Haute-Marne.
En 2010, le climat de la commune est de type climat des marges montargnardes, selon une étude du Centre national de la recherche scientifique s'appuyant sur une série de données couvrant la période 1971-2000. En 2020, Météo-France publie une typologie des climats de la France métropolitaine dans laquelle la commune est exposée à un climat océanique altéré et est dans la région climatique Lorraine, plateau de Langres, Morvan, caractérisée par un hiver rude (1,5 °C), des vents modérés et des brouillards fréquents en automne et hiver.
Pour la période 1971-2000, la température annuelle moyenne est de 9,7 °C, avec une amplitude thermique annuelle de 16,9 °C. Le cumul annuel moyen de précipitations est de 965 mm, avec 12,6 jours de précipitations en janvier et 9,2 jours en juillet. Pour la période 1991-2020, la température moyenne annuelle observée sur la station météorologique de Météo-France la plus proche, « Fayl-Billot_sapc », sur la commune de Fayl-Billot à 16 km à vol d'oiseau, est de 10,5 °C et le cumul annuel moyen de précipitations est de 995,6 mm. 
La température maximale relevée sur cette station est de 38,5 °C, atteinte le 25 juillet 2019 ; la température minimale est de −16,1 °C, atteinte le 24 décembre 2001,,.
Les paramètres climatiques de la commune ont été estimés pour le milieu du siècle (2041-2070) selon différents scénarios d'émission de gaz à effet de serre à partir des nouvelles projections climatiques de référence DRIAS-2020. Ils sont consultables sur un site dédié publié par Météo-France en novembre 2022.

### Milieux naturels et biodiversité

#### Zones naturelles d'intérêt écologique, faunistique et floristique

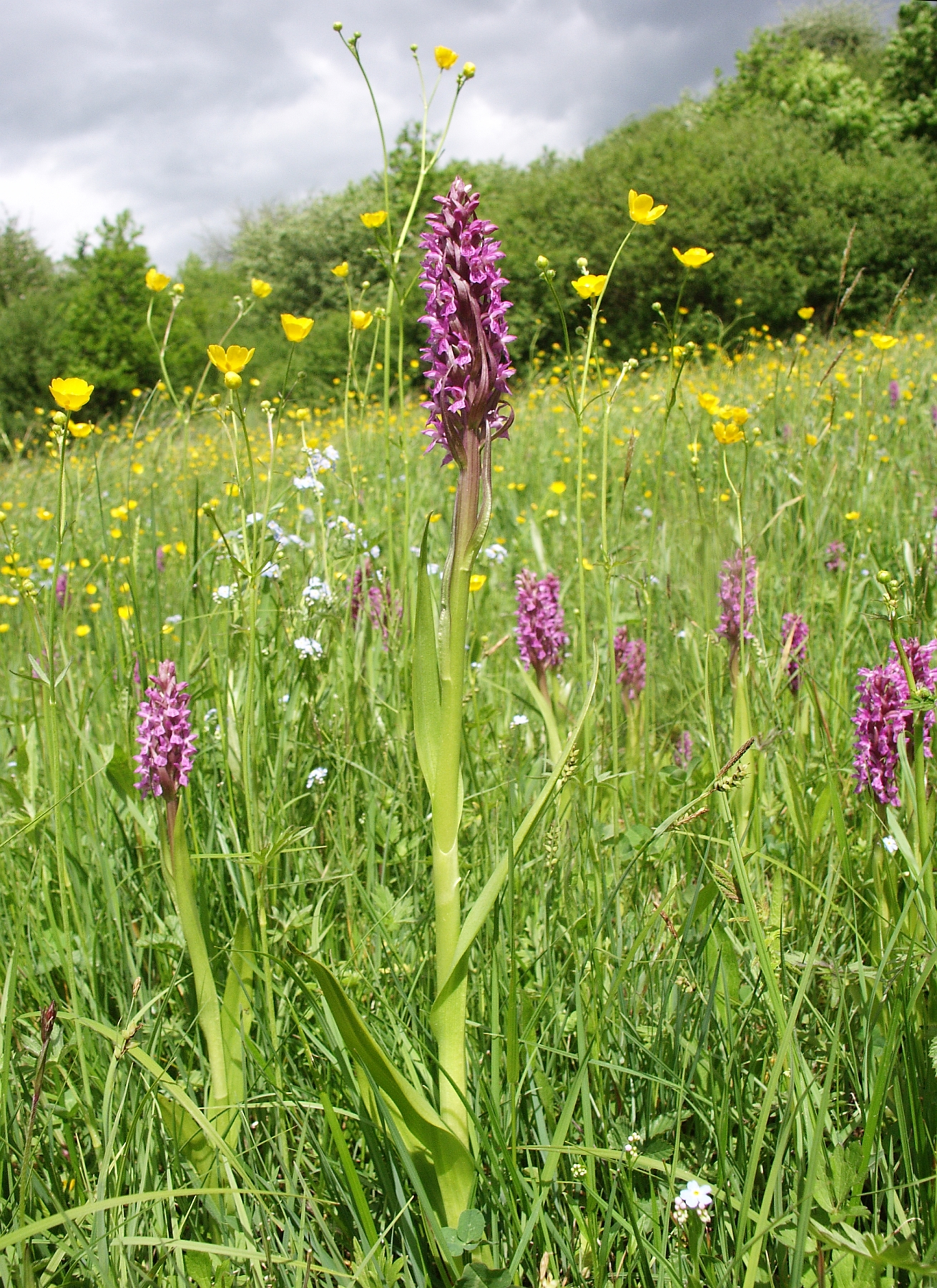
Orchis incarnat, rare orchidée sauvage de Coiffy.

##### Vallée de la Maljoie, val des Prés-rougets et val du Dessus-des-prés
La ZNIEFF de type-II du bassin de l'Amance, de laquelle relève une bonne partie du territoire de Coiffy, couvre un vaste ensemble bien conservé de biotopes prairiaux.
Végétation
Cette vaste zone naturelle présente des formations végétales remarquables à plus d'un titre : prairies semi-primitives, boisements alluviaux, groupements aquatiques…
Les prairies couvrent environ les trois quarts de la superficie totale. Ces prairies autrefois essentiellement fauchées sont aujourd’hui très majoritairement pâturées en élevage extensif. La gamme des groupements prairiaux est très étendue, selon la nature du sol et le traitement agricole (fauche ou pâture) : prairies à avoine élevée, prairies à brome en grappes et œnanthe fistuleuse, prairies pâturées à crételle… Ce domaine prairial héberge quelques espèces végétales rares (inscrites sur la liste rouge régionale) telles que le trèfle jaunâtre (dans les zones les plus sèches), la renoncule sardonie et l'ophioglosse.
La belle ripisylve de la Maljoie s'étoffe par endroits en aulnaie-frênaie. La strate arbustive compte notamment le charme commun, l'érable champêtre, le bouleau blanc, l'orme de montagne, le cerisier à grappes (très rare en Champagne-Ardenne), le merisier et le cassissier sauvage (inscrit sur la liste rouge régionale). Dans le tapis herbacé se remarque la stellaire des bois, très rare en plaine (venue des Vosges, elle ne possède que quelques stations dans la Haute-Marne où se situe sa limite de répartition), la pulmonaire obscure (espèce centreuropéenne assez rare en France), le dryopteris borreri (fougère récemment identifiée en Haute-Marne)…
Certaines cariçaies à grandes laîches accueillent plusieurs espèces rares telles que la laîche distante, de même qu'un certain nombre de roselières et mégaphorbiaies.
Faune

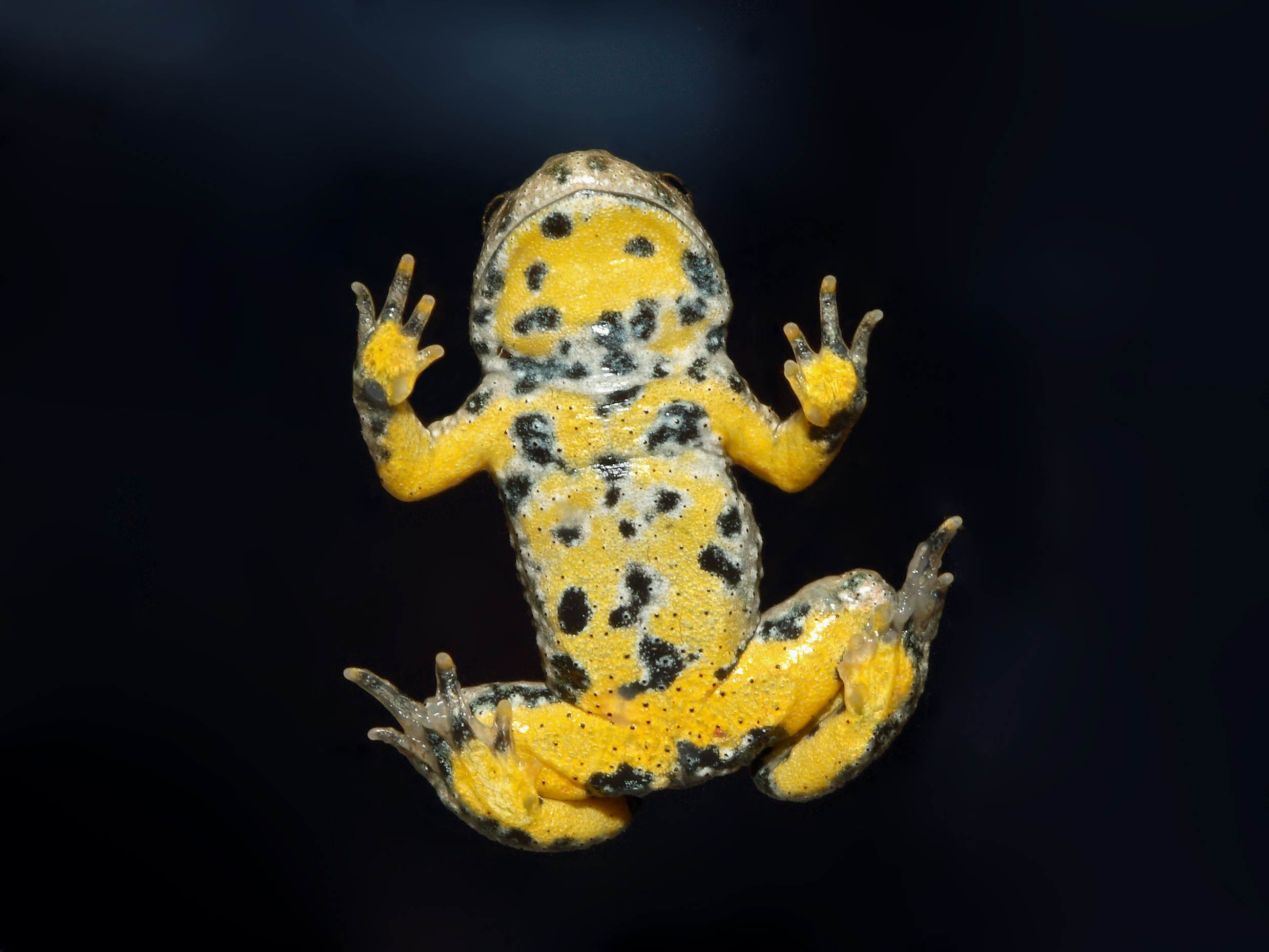
Crapaud sonneur à ventre jaune.

La faune de la zone naturelle, très diversifiée, compte de nombreuses espèces protégées à l'échelon régional, national et international.
Les batraciens sont bien présents, avec notamment le crapaud-sonneur à ventre jaune, le triton crêté, le triton alpestre, le triton palmé, la rainette arboricole et de nombreuses grenouilles (verte, rousse et agile).
L'avifaune est particulièrement représentée. Sur les 73 espèces d'oiseaux inventoriées, onze sont répertoriées par des listes internationale (directive oiseaux), nationale (liste rouge de la faune menacée en France) ou régionale (liste rouge des oiseaux de Champagne-Ardenne). La zone naturelle compte en particulier plusieurs espèces de rapaces tels que le busard cendré (dernier site naturel de nidification de l'espèce en Champagne-Ardenne), le busard des roseaux (très rare en Champagne-Ardenne) et la buse variable. L'adoption des fauches tardives favorise les passereaux prairiaux tels que le tarier pâtre et le bruant proyer. Les ripisylves et les vieux arbres des prairies et pâtures favorisent le maintien et la reproduction du torcol fourmilier, pic cendré, rouge-queue à front blanc et moineau friquet. L'alouette lulu niche dans certaines prairies et le pigeon colombin y a été identifié.
Entre les herbes folles et les ruisseaux à eaux vives se rencontre la musaraigne aquatique (inscrite sur la liste rouge régionale) et la couleuvre à collier. Le renard, le blaireau, la fouine, la belette, le chevreuil et le sanglier sont très présents dans la zone ; le cerf et le chat sauvage y faisant quelques incursions.

##### Grands marais de Coiffy

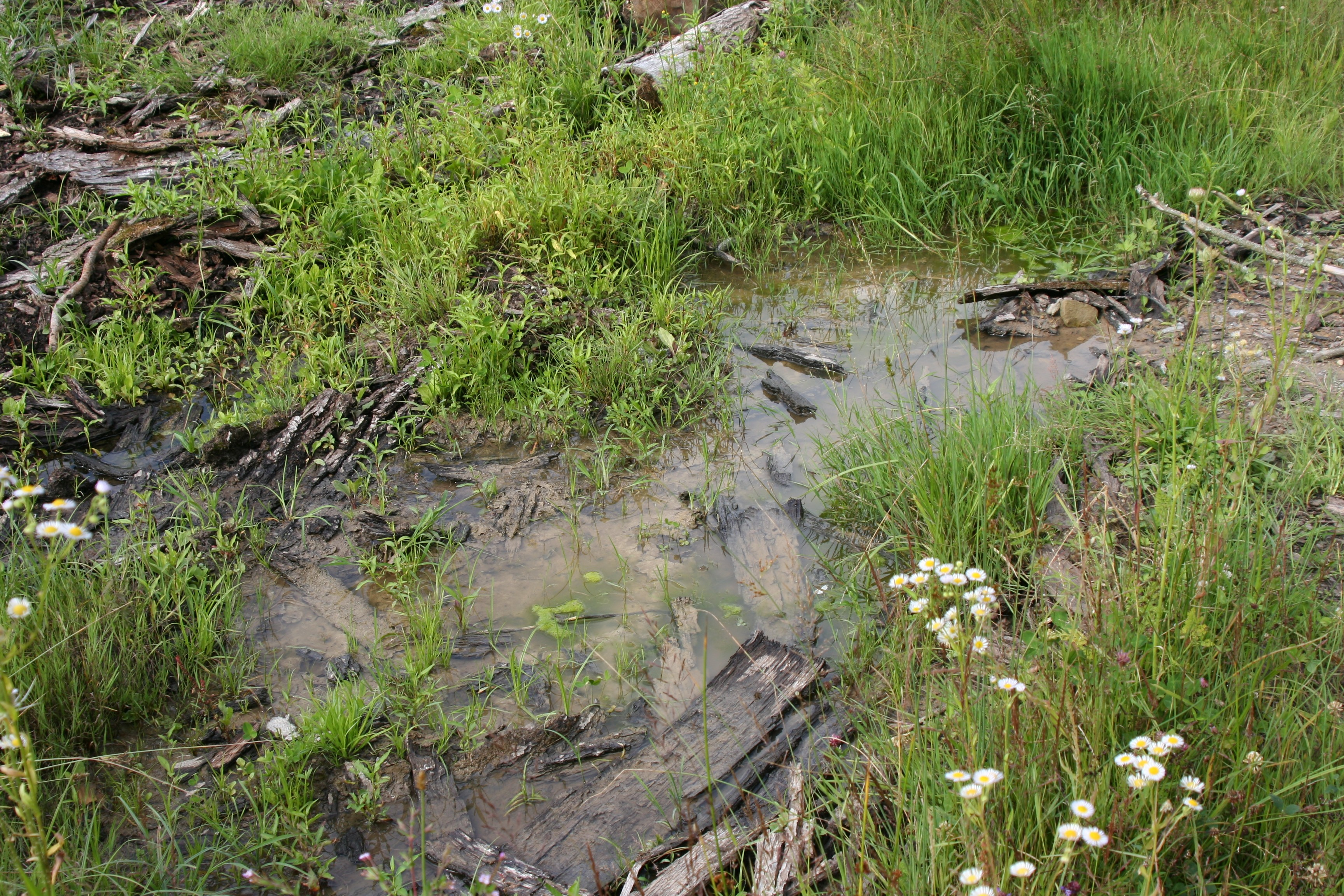
Biotope du crapaud sonneur à ventre jaune.

ZNIEFF de type-I  située dans la vallée de la Petite-Amance relevant de la ZNIEFF de type II décrite à la rubrique précédente.
Les Grands marais de Coiffy constituent la plus vaste tourbière alcaline de Haute-Marne, type de biotope rarissime au sud-est de Champagne-Ardenne.
Végétation
Ces marais tufeux en terrain alluvial avec de vastes encroûtements calcaires hébergent, outre la tourbière, une grande diversité végétale : végétations à grandes herbes, prairies humides, bois marécageux... Quelques plantes rares et menacées de disparition y subsistent (inscription sur la liste rouge régionale) : deux espèces d'orchidées, l'orchis incarnat et l'orchis de Traunsteiner ainsi que la laîche de Maire, la laîche paradoxale, le thelyptris des marais, la parnassie des marais et le vulpin utriculé.
Faune
L'écosite est particulièrement attractif pour l'avifaune. Les zones à hautes herbes accueillant notamment des populations de rousserolle verderolle, nicheur peu commun en Champagne-Ardenne. Les prairies de fauche abritent notamment la pie-grièche écorcheur, le traquet tarier et le busard Saint-Martin. Toutes ces populations d'oiseaux connaissent une régression rapide du fait de la disparition de leurs habitats.

##### Marais de la Coudre

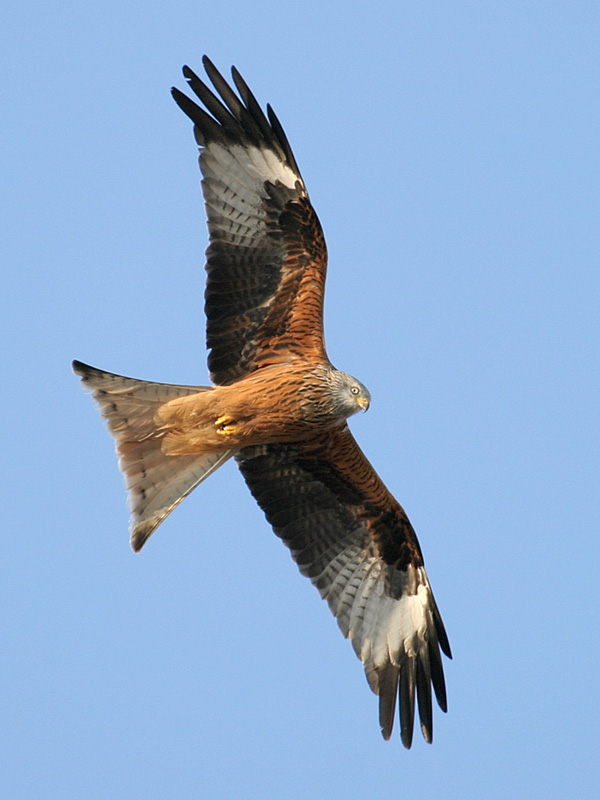
Milan royal.

ZNIEFF de type-I  située dans la vallée de la Maljoie relevant de la ZNIEFF de type II décrite ci-avant.
Végétation
En dépit du nom, cette zone naturelle n'est pas vraiment un marais mais plutôt un ensemble de prairies humides ou pâturées, végétations à hautes herbes (dans les zones les plus hydromorphes) et bois : chênaie-charmaie ou aulnaie marécageuse, selon l'humidité du sol.
Les prairies de la Coudre peuvent être considérées comme semi-primitives par le fait que leur flore, extrêmement riche et variée, recèle de nombreuses espèces ne supportant pas l'épandage régulier d'engrais chimiques ou d'origine animale. Leur composition floristique est proche de celle des premières prairies issues de la déforestation de la fin du Néolithique. La flore prairiale compte notamment une orchidée inscrite sur la liste des végétaux menacés de Champagne-Ardenne, l'orchis incarnat.
Faune
Cet écosite doit en partie sa valeur faunistique aux inondations le recouvrant en hiver et au printemps. Parmi les oiseaux, il compte de nombreux passereaux caractéristiques tels que la pie-grièche écorcheur, le tarier des prés, la grive draine et la huppe fasciée. Les zones marécageuses conviennent au phragmite des joncs et à la rousserolle verderolle. Les bois accueillent notamment le pic épeiche, le pic vert, le pigeon ramier, la tourterelle des bois, la grive musicienne et diverses fauvettes. Le site est fréquenté par quelques rapaces, dont deux espèces de taille moyenne, le milan noir et le milan royal, survolant inlassablement les prairies à la recherche de leur nourriture. Parmi les insectes, on note la présence de deux papillons tout à fait remarquables : le cuivré des marais et le damier de la succise, rarissimes et protégés en Europe, ces deux espèces étant en outre inscrites sur la liste de la faune menacée en France (dans la catégorie « en danger d'extinction ») depuis 1993.

#### Flore et faune sauvages représentatives du territoire
Classification phylogénétique selon l'arbre taxonomique de l'Inventaire national du patrimoine naturel

## Urbanisme

### Typologie
Au 1er janvier 2024, Coiffy-le-Haut est catégorisée commune rurale à habitat dispersé, selon la nouvelle grille communale de densité à sept niveaux définie par l'Insee en 2022.
Elle est située hors unité urbaine et hors attraction des villes,.

### Occupation des sols
L'occupation des sols de la commune, telle qu'elle ressort de la base de données européenne d’occupation biophysique des sols Corine Land Cover (CLC), est marquée par l'importance des territoires agricoles (66,8 % en 2018), une proportion sensiblement équivalente à celle de 1990 (66,7 %). La répartition détaillée en 2018 est la suivante : 
prairies (57,4 %), forêts (30,5 %), terres arables (6,7 %), zones agricoles hétérogènes (2,8 %), zones urbanisées (2,7 %). L'évolution de l’occupation des sols de la commune et de ses infrastructures peut être observée sur les différentes représentations cartographiques du territoire : la carte de Cassini (XVIIIe siècle), la carte d'état-major (1820-1866) et les cartes ou photos aériennes de l'IGN pour la période actuelle (1950 à aujourd'hui).

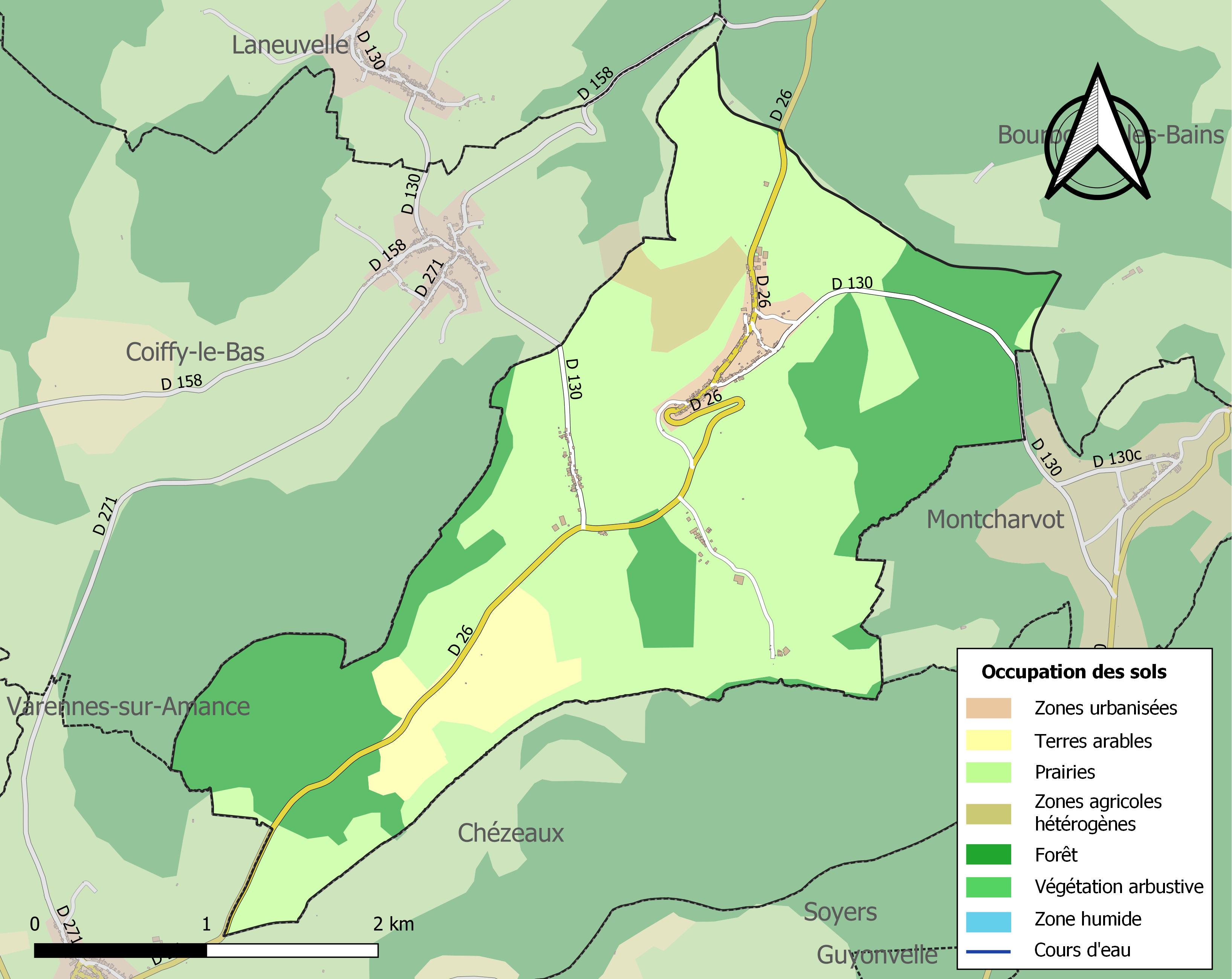
Carte des infrastructures et de l'occupation des sols de la commune en 2018 (CLC).

### Morphologie urbaine
Le domaine bâti se compose du village sur son plateau et des deux hameaux en contrebas, à proximité d'une nappe phréatique permettant le puisage. En dépit des récentes évolutions, le territoire compte très peu de bâtiments isolés. Le village de Coiffy-le-Haut et le hameau des Granges-Huguet sont formés d'un « bâti accolé », les habitations contiguës s'alignant de part et d'autre de deux voies principales en « patte d'oie » pour le village et une seule pour le hameau. Cette implantation de type village-rue se rencontrant particulièrement en Lorraine voisine est structurée par des maisons dites « bloc-à-terre » et un espace ouvert entre rue et façades, l'usoir. Il en résulte une unité d'ensemble s'intégrant harmonieusement au paysage. Ce mode d'organisation de l'espace bâti correspond à une vie rurale ancestrale fondée sur des activités agricoles diversifiées de forte composante vivrière.

#### Architecture traditionnelle
L'architecture vernaculaire répond aux fonctions fondamentales de la ruralité traditionnelle locale : autonomie de subsistance, élevage et viniculture. Elle se matérialise par la division du corps de bâtiment en trois volumes principaux : logis, étable et grange. Chacun de ces volumes dispose d'un accès indépendant en façade de rue et souvent en façade arrière. La charpente, parfois complexe, forme une ossature autoporteuse dégageant un grand espace inférieur permettant le cloisonnement en travées d'un seul tenant sur la totalité de la profondeur de la construction. Cette conception autorise en particulier une disposition de l'étable perpendiculairement à la façade de rue pour en faciliter l'accessibilité. L'accès du bétail est dimensionné au gabarit des animaux pour préserver chaleur en hiver et fraîcheur en été, une auge en grès recueillant l'eau de pluie étant disposée latéralement à cet accès pour servir d'abreuvoir. Une seconde auge est disposée à l'arrière du bâtiment pour l'arrosage du potager. Le volume au-dessus de l'étable est éventuellement aménagé en colombier. La grange dispose en règle générale d'un porte à double vantail dont la hauteur autorise l'entrée d'une pleine charge de fourrage. Pour limiter les déperditions thermiques tout en permettant un accès aisé, le linteau de la porte est très souvent cintré, apportant ainsi un bel élément décoratif à la façade. Une partie des combles de la grange est planchée en mezzanine pour le stockage des bottes de fourrage. L'accès au logis situé entre grange et étable, disposant parfois d'un perron, a une porte fréquemment fenêtrée quelquefois surmontée d'une niche abritant une statuette votive. Comme les autres volumes, la cave à vin est directement accessible côté rue pour en faciliter l'approvisionnement. L'usoir entre façade avant et rue était en partie occupé il y a peu par un tas de fumier provenant de l'étable dont le volume proportionnel à l'importance du cheptel était un signe extérieur de richesse. La surface arrière du bâtiment est vouée au jardin potager et poulailler, aux clapiers à lapins ainsi qu'à la soue à cochons. Les murs à double parement, d'une épaisseur totale de l'ordre de 60 cm, sont montés en moellons de grès protégés par un enduit ingélif très enrobant. La toiture est couverte de tuiles plates en terre cuite de couleur rouge, souvent en continuité avec les maisons mitoyennes. Cette continuité garantissant bonne étanchéité et tenue au vent renforce l'équilibre architectural de l'ensemble.

#### Évolution du bâti
Outre l'effet du processus général d'exode rural, les mutations de l'activité agricole tendant vers la spécialisation ont entraîné la désaffectation, voire l'abandon, de nombreuses fermes traditionnelles. Cette déperdition n'est pas compensée par les quelques constructions nouvelles à l'écart des groupes d'habitations et dont l'architecture n'est pas conforme à celle du bâti ancien... Seul le hameau des Granges-du-Val constitué de fermes indépendantes échappe à cette évolution concomitante de celle de la démographie, en dépit de la conversion de certaines maisons délaissées en résidence secondaire. La relative proximité de l'axe autoroutier Rotterdam-Lyon à notamment incité quelques ressortissants néerlandais à racheter des maisons anciennes, permettant ainsi de limiter le dépeuplement et la dégradation du bâti.

### Habitat et logement
En 2018, le nombre total de logements dans la commune était de 135, alors qu'il était de 134 en 2013 et de 129 en 2008.
Parmi ces logements, 45,9 % étaient des résidences principales, 42,2 % des résidences secondaires et 11,9 % des logements vacants. Ces logements étaient pour 100 % d'entre eux des maisons individuelles et pour 0 % des appartements.
Le tableau ci-dessous présente la typologie des logements à Coiffy-le-Haut en 2018 en comparaison avec celle de la Haute-Marne et de la France entière. Une caractéristique marquante du parc de logements est ainsi une proportion de résidences secondaires et logements occasionnels (42,2 %) très supérieure à celle du département (7,5 %) et à celle de la France entière (9,7 %). Concernant le statut d'occupation de ces logements, 93,5 % des habitants de la commune sont propriétaires de leur logement (91,2 % en 2013), contre 64,7 % pour la Haute-Marne et 57,5 % pour la France entière.
| Typologie                                               | Coiffy-le-Haut | Haute-Marne | France entière |
| ------------------------------------------------------- | -------------- | ----------- | -------------- |
| Résidences principales (en %)                           | 45,9           | 80,8        | 82,1           |
| Résidences secondaires et logements occasionnels (en %) | 42,2           | 7,5         | 9,7            |
| Logements vacants (en %)                                | 11,9           | 11,7        | 8,2            |

### Voies de communication et transports
- L'itinéraire de grande randonnée GR 7 traverse le territoire de la commune.

## Toponymie
Le nom de la localité est attesté sous les formes Coifé (1172) ; Coyfi (1250) ; Cufy (1255) ; Cuffy (1255) ; Coifei (1257) ; Coyfeium (1260) ; Coyfei (1260) ; Coyfi (1269) ; Coffi (1274-1275) ; Coiffy le Chastel (1276-78) ; Coiffy (1381) ; Castrum Coffeiaci (1407) ; Coeffy (1444) ; Coiffey (1508) ; Coffeyum Castrum (1580) ; Coiffeyum Castrum (1587) ; Coiffy-le-Châtel (1675) ; Coiffy-le-Haut (époque révolutionnaire).

Au cours de la Révolution française, la commune, alors nommée Coiffy-la-Ville, adopta le nom de Coiffy-le-Bas qu'elle conserva.

## Histoire

### Antiquité
Le Vicus de Coiffy dépendait du Pagus d'Amance relevant de la Civitas des Lingons. Le peuple gaulois Lingon, fondateur de la ville de Langres, contrôlait les échanges commerciaux au carrefour des axes Saône-Rhône, Meuse et Marne-Seine entre nord de l'Europe occidentale et Méditerranée. De la période de la Gaule romaine, il n'a été trouvé sur le territoire de Coiffy que quelques médailles et épigraphes.

### Domaine féodal de Coiffy
Lors du partage de Verdun en 843 entérinant le morcellement de l'Empire carolingien, Coiffy se trouve placé en limite de Francie occidentale et Francie médiane. Cet éphémère royaume de Francie médiane qui échoit à Lothaire Ier est lui-même partagé par le traité de Meerssen de 870 entre Charles-II-le-chauve et Louis-II-le-Germanique en deux royaumes distincts : celui de Lotharingie, éponyme de Lothaire Ier devenu Lorraine, et celui de Bourgogne dont le territoire s'étend alors jusqu'à la Méditerranée. En 880, le traité de Ribemont fixe la ligne de partage entre ce qui allait devenir le royaume des Francs à l'ouest et le Saint-Empire romain germanique à l'est. L'éclatement de l'Empire de Charlemagne entraîne une succession de tensions entre les deux grandes entités territoriales en résultant. Le territoire de Coiffy est ainsi exposé jusqu'à la fin de la guerre de Trente Ans (1648) aux troubles consécutifs à son positionnement sur la ligne de partage…
À la fin du XIIe siècle, le domaine de Coiffy dépend de la seigneurie de Varennes-sur-Amance relevant depuis 1181 de l'abbaye de Molesme. Cette seigneurie était vassale des Choiseul, famille qui s'illustre ultérieurement au service de la couronne de France et dont le fief s'étend alors sur la majeure partie du Bassigny. Pour soustraire son domaine de l'emprise de Jean Ier de Choiseul, un abbé de Molesme contracte en 1250 une charte de paréage avec le comte de Champagne, Thibaut-IV. Celui-ci décide alors de construire un château fort sur une des collines dominant le village de Coiffy, à l'emplacement supposé d'un castrum. Ce château (le Châtel), achevé par Thibaut-V, devient le centre d'un nouveau village constitué en prévôté, le village originel de Coiffy devenant Coiffy-la-Ville (actuel Coiffy-le-Bas). Le Châtel était un ouvrage militaire de type bastille dont l'enceinte de plan carré était flanquée de quatre bastions. À l'intérieur de cette enceinte se trouvait le logis du gouverneur de la place, édifice de construction plus ancienne lui-même fortifié, ainsi que le casernement de la garnison[réf. nécessaire].

### Prévôté-royale de Coiffy-le-Châtel
Après avoir été un poste avancé des comtes de Champagne face au Saint-Empire romain germanique jusqu'en 1314, date du rattachement effectif de la Champagne à la couronne de France, la place forte de Coiffy-le-Châtel (le Château) devint une « sentinelle » du royaume de France aux confins de Lorraine et Bourgogne, ce qui lui valut notamment d'être occupée par les Anglo-bourguignons lors de la guerre de Cent Ans (vers 1417). Après l'échec du duc de Bourgogne, Charles le Téméraire, dans sa tentative de reconstitution de l'ancienne Lotharingie et sa mort au siège de Nancy en 1477, le roi de France, Louis XI, s'empara du duché de Bourgogne conformément au traité d'Arras. L'héritière de Charles le Téméraire, Marie de Bourgogne, apporta alors en dot à Maximilien de Habsbourg le comté de Bourgogne, dénommé depuis Franche-Comté, et ses dépendances des Pays-Bas.
Cette recomposition géopolitique conduisit à plus de deux siècles d'affrontements entre la couronne de France et la maison d'Autriche, la prévôté de Coiffy se trouvant de nouveau exposée en première ligne. Durant les guerres jalonnant les XVIe et XVIIe siècles opposant les Valois puis les Bourbon aux Habsbourg, elle fut occupée et saccagée à plusieurs reprises. Lors de l'engagement de la France dans la guerre de Trente Ans en 1635, Richelieu ordonna la démolition des petites places fortes du royaume trop exposées au conflit et dont la fidélité à la couronne de France n'était pas assurée, dont celle de Coiffy-le-Châtel. En 1638, le village, devenu Coiffy-le-Haut après la destruction de son château, fut occupé par une troupe de soldats impériaux (vraisemblablement croates)[réf. nécessaire]. Lors du départ de cette troupe, un habitant tira sur un des officiers et en représailles plus de trois cents villageois furent exécutés et le village fut incendié[réf. nécessaire].

### Époque contemporaine

Coiffy-le-Haut au tout début du XXe siècle
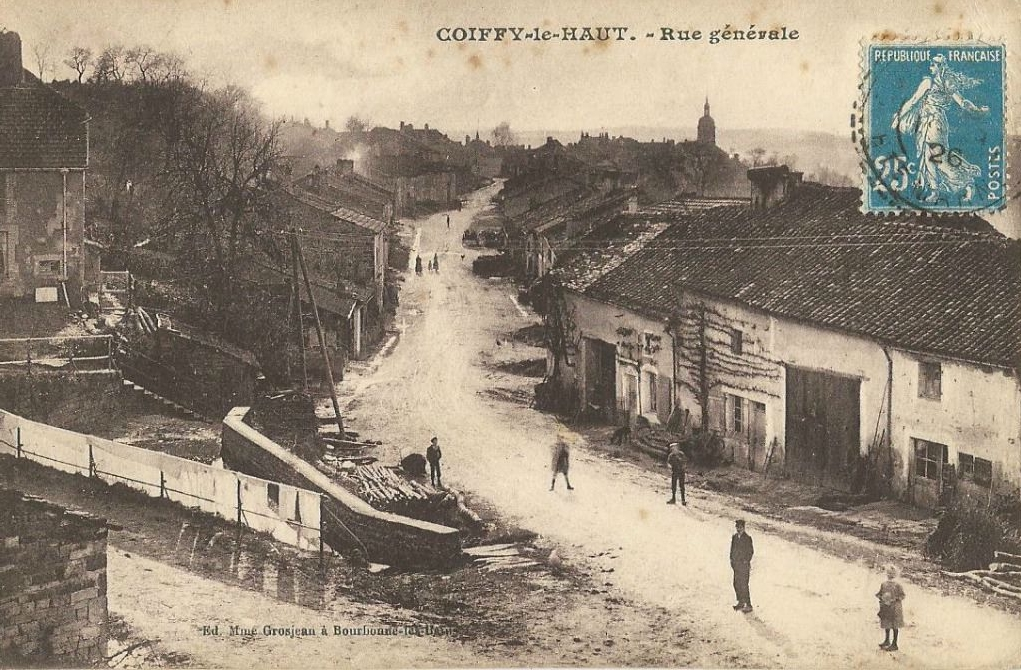
Vue générale, vers 1926

## Politique et administration

### Rattachements administratifs et électoraux

#### Rattachements administratifs
La commune se trouve dans l'arrondissement de Langres du département de la Haute-Marne.
Elle faisait partie depuis 1801 du canton de Bourbonne-les-Bains. Dans le cadre du redécoupage cantonal de 2014 en France, cette circonscription administrative territoriale a disparu, et le canton n'est plus qu'une circonscription électorale.

#### Rattachements électoraux
Pour les élections départementales, la commune fait partie depuis 2014 d'un nouveau canton de Bourbonne-les-Bains porté de 12 à 36 communess.
Pour l'élection des députés, elle fait partie de la première circonscription de la Haute-Marne.

### Intercommunalité
Coiffy-le-Haut était membre de la petite  communauté de communes de la région de Bourbonne-les-Bains, un établissement public de coopération intercommunale (EPCI) à fiscalité propre créé en 2002 et auquel la commune avait transféré un certain nombre de ses compétences, dans les conditions déterminées par le code général des collectivités territoriales.
Dans le cadre des dispositions de la loi portant nouvelle organisation territoriale de la République du 7 août 2015, qui prévoit que les établissements publics de coopération intercommunale (EPCI) à fiscalité propre doivent avoir un minimum de 15 000 habitants, cette intercommunalité a fusionné avec ses voisines pour former, le 1er janvier 2017, la communauté de communes des Savoir-Faire, dont est désormais membre la commune.

### Liste des maires
| Période                                  | Période                        | Identité             | Étiquette | Qualité                      |
| ---------------------------------------- | ------------------------------ | -------------------- | --------- | ---------------------------- |
| Les données manquantes sont à compléter. |                                |                      |           |                              |
|                                          |                                |                      |           |                              |
| avant 1995                               |                                | Pierre Mantelet      | DVD       |                              |
|                                          |                                |                      |           |                              |
| mars 2001                                | 2014                           | Mauricette Meininger |           |                              |
| 2014                                     | juin 2022                      | Jean-Louis Vincent   |           | Agriculteur Mort en fonction |
| juillet 2022                             | En cours (au 16 décembre 2022) | Aurore Vincent       |           |                              |

## Population et société

### Démographie

#### Évolution démographique
L'évolution du nombre d'habitants est connue à travers les recensements de la population effectués dans la commune depuis 1793. Pour les communes de moins de 10 000 habitants, une enquête de recensement portant sur toute la population est réalisée tous les cinq ans, les populations de référence des années intermédiaires étant quant à elles estimées par interpolation ou extrapolation. Pour la commune, le premier recensement exhaustif entrant dans le cadre du nouveau dispositif a été réalisé en 2008.

En 2022, la commune comptait 105 habitants, en évolution de −12,5 % par rapport à 2016 (Haute-Marne : −4,62 %, France hors Mayotte : +2,11 %).
| 1793 | 1800 | 1806  | 1821  | 1831  | 1836  | 1841  | 1846  | 1851  |
| ---- | ---- | ----- | ----- | ----- | ----- | ----- | ----- | ----- |
| 940  | 967  | 1 106 | 1 042 | 1 124 | 1 079 | 1 049 | 1 060 | 1 080 |

| 1856  | 1861  | 1866  | 1872  | 1876 | 1881 | 1886 | 1891 | 1896 |
| ----- | ----- | ----- | ----- | ---- | ---- | ---- | ---- | ---- |
| 1 042 | 1 092 | 1 084 | 1 012 | 960  | 917  | 909  | 773  | 730  |

| 1901 | 1906 | 1911 | 1921 | 1926 | 1931 | 1936 | 1946 | 1954 |
| ---- | ---- | ---- | ---- | ---- | ---- | ---- | ---- | ---- |
| 668  | 646  | 544  | 439  | 401  | 340  | 312  | 269  | 228  |

| 1962 | 1968 | 1975 | 1982 | 1990 | 1999 | 2006 | 2008 | 2013 |
| ---- | ---- | ---- | ---- | ---- | ---- | ---- | ---- | ---- |
| 190  | 193  | 160  | 151  | 144  | 132  | 121  | 118  | 120  |

| 2018 | 2022 | - | - | - | - | - | - | - |
| ---- | ---- | - | - | - | - | - | - | - |
| 113  | 105  | - | - | - | - | - | - | - |

#### Pyramide des âges
La population de la commune est relativement âgée.
En 2018, le taux de personnes d'un âge inférieur à 30 ans s'élève à 16,8 %, soit en dessous de la moyenne départementale (31,0 %). À l'inverse, le taux de personnes d'âge supérieur à 60 ans est de 54,9 % la même année, alors qu'il est de 31,8 % au niveau départemental.
En 2018, la commune comptait 48 hommes pour 65 femmes, soit un taux de 57,52 % de femmes, largement supérieur au taux départemental (51,02 %).
Les pyramides des âges de la commune et du département s'établissent comme suit.
| Hommes | Classe d’âge | Femmes |
| ------ | ------------ | ------ |
| 0,0    | 90 ou +      | 4,6    |
| 20,8   | 75-89 ans    | 23,1   |
| 27,1   | 60-74 ans    | 32,3   |
| 18,8   | 45-59 ans    | 12,3   |
| 14,6   | 30-44 ans    | 12,3   |
| 10,4   | 15-29 ans    | 6,2    |
| 8,3    | 0-14 ans     | 9,2    |

| Hommes | Classe d’âge | Femmes |
| ------ | ------------ | ------ |
| 0,8    | 90 ou +      | 2,5    |
| 8,7    | 75-89 ans    | 12     |
| 20,5   | 60-74 ans    | 21,2   |
| 20,5   | 45-59 ans    | 20     |
| 16,8   | 30-44 ans    | 15,8   |
| 16,5   | 15-29 ans    | 13,6   |
| 16,2   | 0-14 ans     | 14,9   |

## Économie

### Vignoble et vin de Coiffy

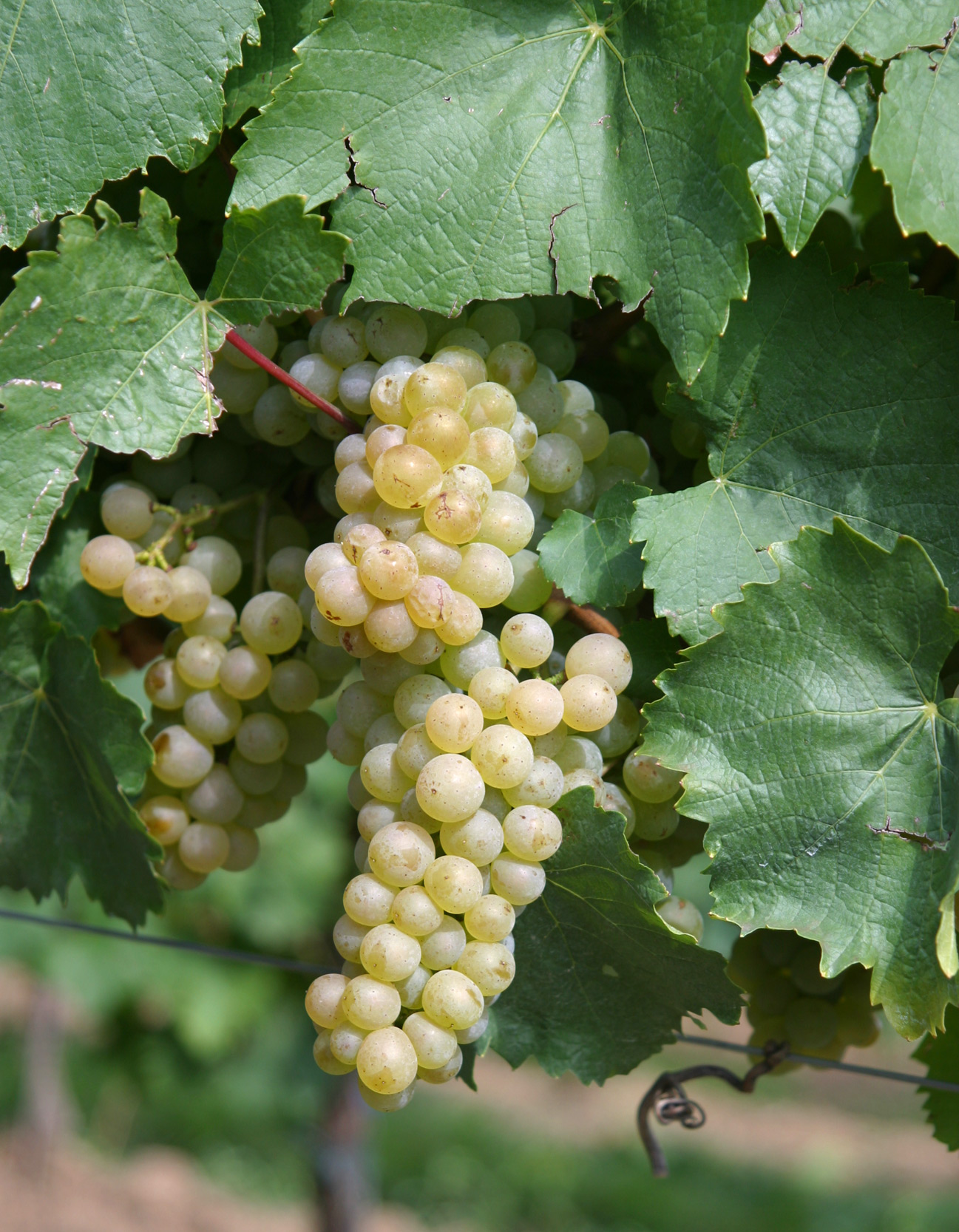
L'Auxerrois, un des cépages du vignoble de Coiffy.

C'est vraisemblablement au IXe siècle que l'évêque de Langres détacha des religieux à Coiffy pour y implanter un vignoble. Le vin de Coiffy s'était forgé au fil du temps une solide réputation et, au milieu du XIXe siècle, les trois quarts des 240 familles de la commune vivaient d'un domaine viticole d'environ 250 hectares. Malheureusement, l'infestation du vignoble européen par le phylloxéra à partir de 1863 fit disparaitre environ la moitié du vignoble français, dont celui de Coiffy.
En 1983, un groupe d'exploitants agricoles décida de relancer l'activité vinicole. Le mode de conduite de la vigne retenu fut celui dit « en lyre ». Ce mode de conduite, permettant d'obtenir des vignes liantes et larges, convient très bien au climat local. La lyre est constituée de deux piquets disposés en V, à l'image de l'instrument de musique. Les ceps étant alignés au centre, les pampres forment deux rideaux de végétation bien distincts permettant de maximiser l'exposition foliaire et la qualité végétative. La maîtrise du processus de maturation du raisin en est ainsi optimisée. Les vins produits sont très aromatiques tout en bénéficiant d'un titre volumique et d'une structure leur conférant une bonne aptitude au vieillissement. Ils peuvent ainsi être dégustés aussi bien jeunes « sur le fruit » que comme vins de garde.
Vins rouges, rosés et blancs bénéficient de la dénomination « Vin de pays des coteaux de Coiffy » décernée par l'INAO. Depuis l'attribution de cette dénomination en 1989, les vins de Coiffy se voient régulièrement primés par diverses distinctions qualitatives, dont celles du Concours général agricole de Paris, les plus reconnues de la filière vinicole. L'encépagement défini pour la dénomination répond parfaitement à l'ampélographie du terroir, les cépages retenus composant une belle palette aromatique.
- pour les rouges et rosés : gamay noir à jus blanc, pinot noir, meunier et gamaret ;
- pour les blancs : chardonnay, pinot gris, auxerrois, pinot blanc, aligoté, arbane et petit meslier.

Outre les vins de cépage, les producteurs proposent un vin mousseux élaboré selon la méthode traditionnelle de bonne typicité. Leurs caves sont ouvertes à la dégustation et l'achat direct, tant des œnophiles avertis que des nombreux amateurs de passage.

### Autres valorisations agricoles

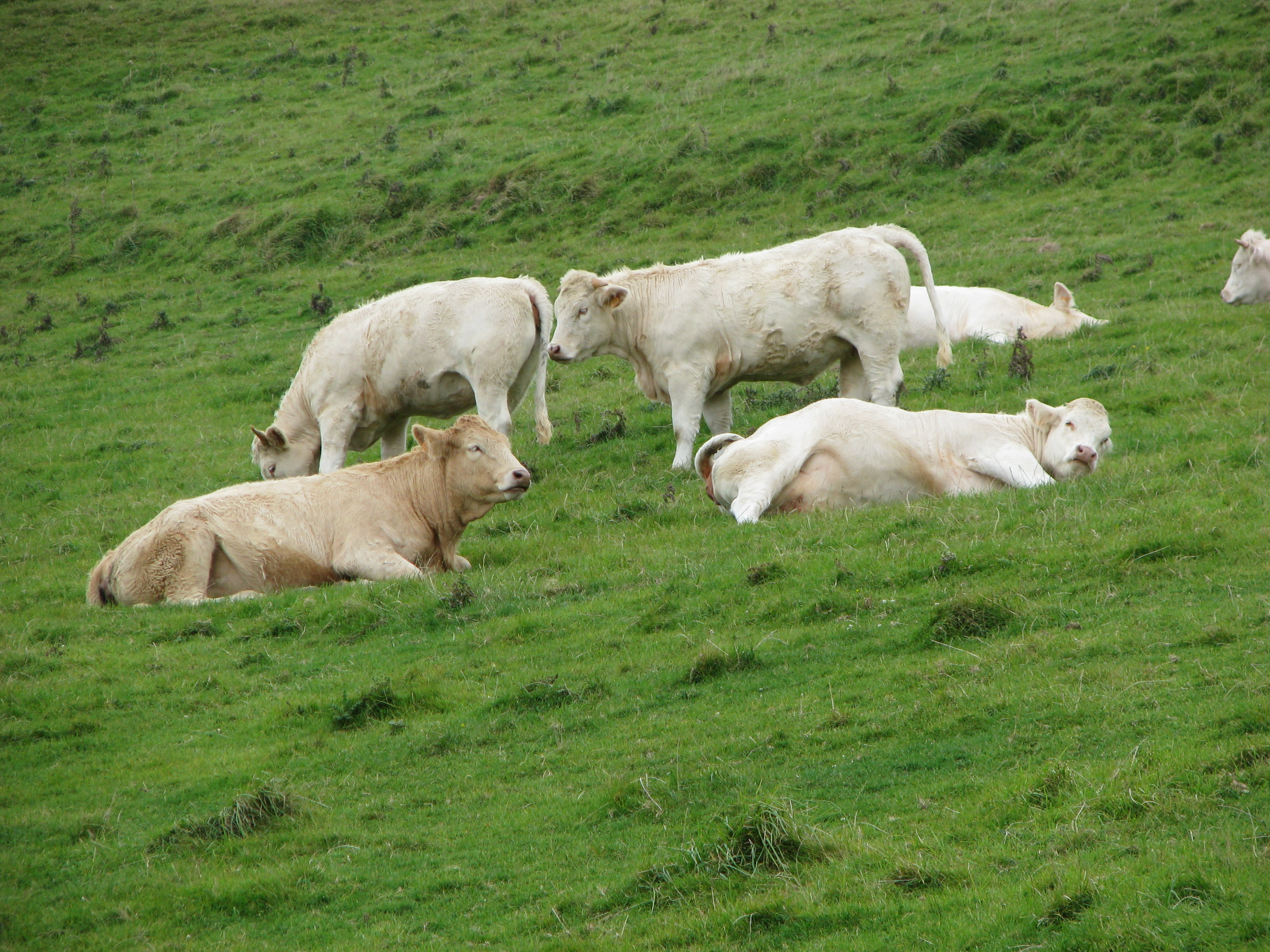
Bovins de race charolaise.

## Culture locale et patrimoine

### Patrimoine bâti remarquable

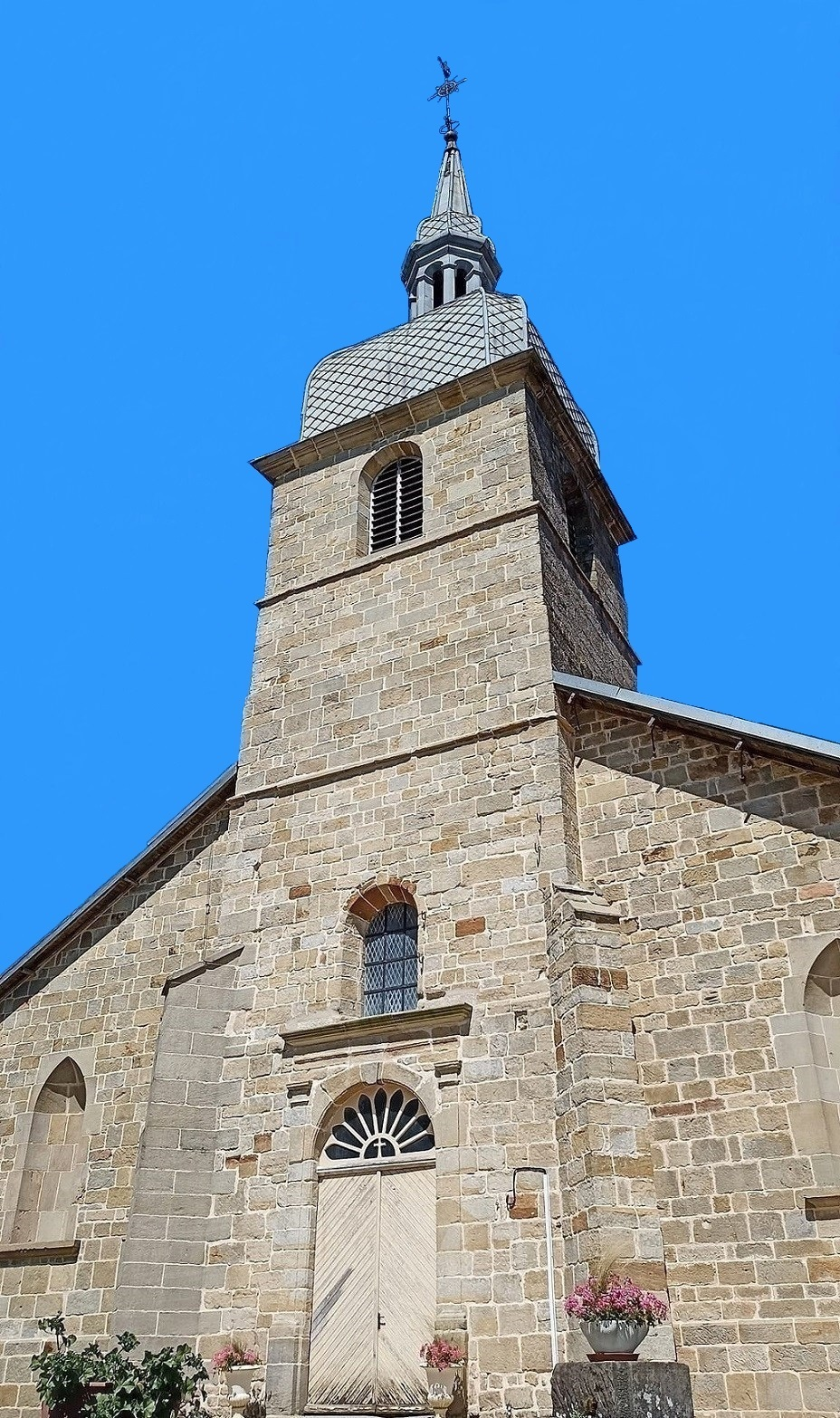
L'église de la Vierge-en-sa-Nativité.

- Église de la Vierge-en-sa-Nativité, qui, comme le reste du village, a été incendiée par les Impériaux lors de la guerre de Trente L'église de la Vierge-en-sa-Nativité.Ans. Seul le chœur de style ogival flamboyant du XVe siècle a échappé à cet incendie.
Les éléments mobiliers notables actuels sont les suivants :
  - chaire à prêcher (bois taillé ciré du XVIIIe siècle) ;
  - statue de Saint-Nicolas (bois polychrome doré de la première moitié du XIXe siècle) ;
  - statue de Saint-Mammès (bois polychrome du XVIIe siècle) ;
  - groupe sculpté de « la Vierge à l'Enfant-Jésus et Saint-Jean-Baptiste enfant » (pierre polychrome du XVIIIe siècle) ;
  - autel et retable présentant un Christ en croix (bois sculpté polychrome du XVIIIe siècle) ;
  - autel et retable encadrant un bas-relief représentant le « Baptême du Christ » (bois et pierre sculptés polychromes du XVIIIe siècle).
- Substructions du château : Certaines substructures du château peuvent encore être reconnues dans quelques éléments de construction du village :

– en réemploi dans les soubassements des murs de soutènement bordant le coteau du vallon de la Verne en limite-sud du village ;
– dans certaines fondations, notamment dans celles d'une des caves de dégustation où la qualité de l'appareillage est bien mise en valeur.

### Personnalités liées à la commune
- Louis Bruant des Carrières (1621–1689), natif de Coiffy-la-Ville (Coiffy-le-Bas), maître ordinaire à la Chambre des comptes de Paris et ambassadeur de Louis-XIV à Liège.

### Héraldique
| Blason de Coiffy-le-Haut | Blason  | Parti : au premier de gueules aux chaines d'or posées en orle, en croix et en sautoir, chargé en cœur d'une émeuraude au naturel, au second d'azur à la bande côtoyée de deux double cotices potencées et contre-potencées d'or; le tout sommé d'un chef d'azur semé de trois fleurs de lys d'or. |
| Blason de Coiffy-le-Haut | Détails | Le statut officiel du blason reste à déterminer. |

## Pour approfondir